# 770法令

出生率在1967年达到顶峰。随着更多的人找到规避这一法令的方式，出生率又逐渐下降回法令之前的状态。

770法令（Decree 770）是罗马尼亚共产主义政权领导人尼古拉·齐奥塞斯库颁布的法令，目的是通过限制堕胎和避孕而增加罗马尼亚的人口。

## 词源
Decreței（来自罗马尼亚语词汇decret，意思是"法令"，爱称 decrețel）一词用来指称于1960年代末和1970年代出生的罗马尼亚人。

## 开端
罗马尼亚的堕胎政策在1967年之前是全欧洲最开放的。因为可用的避孕方法很少，堕胎在当时是最常用的计划生育手段。
罗马尼亚的人口出生数量从1950年代以来快速下降，在1966年达到最低值。当时的领导人认为罗马尼亚出生人数减少主要是由于 1957年颁布的合法堕胎法案，虽然其主要因素是罗马尼亚社会的现代化进程提高了妇女劳动力的参与率。
为了應對人口急剧下降， 罗马尼亚共产党决定要將罗马尼亚居民人口从当时的2300万增加到3000万。在1966年10月， 尼古拉·齐奥塞斯库授权通过了 770法令。至此，除以下的情况，堕胎和避孕均为非法：
- 45 岁以上的女性 （后来被降至 40 岁）
- 已经生育至少四个孩子的女性（后来被提升为 5 个）
- 可能会因为生育而有生命危险的女性
- 由于强奸和/或乱伦而怀孕的女性

## 执行
为了执行这项法令，社会被严格控制。避孕药从货架上消失，所有的女性都被迫被妇科医生每月检查身体。任何被检查出的怀孕都将被跟踪到直至分娩，秘密警察也在各个医院严密关注着院内的各项手术。
性教育开始主要关注做母亲的好处，比如作为英雄母亲给祖国带来多个孩子的所能得到的满足。
该法令的直接后果是巨大的婴儿潮。1966年至1967年间，罗马尼亚的出生人数几乎翻了一番，每名妇女的平均子女数从1.9增加到3.7。出生于1967年到1968年的一代是罗马尼亚历史上最大的一代，並在此期间倉促地建立起数千所托儿所。

## 规避行为和儿童死亡率上升
七十年代开始，罗马尼亚的出生率再次下降。家庭经济压力的持续存在使得人们开始寻求绕过法令的方法：较富裕的妇女能够非法获得避孕药具，或者贿赂医生作出可堕胎的诊断。在受教育程度较低和较贫穷的妇女中，有许多意外怀孕。这些妇女只能利用原始的堕胎方法，导致感染、不育甚至死亡。在齐奥塞斯库统治期间，罗马尼亚的孕妇的死亡率一跃成为全欧洲最高。在此期间，邻国的儿童死亡率一直在下降，而罗马尼亚的儿童死亡率一路上升到邻国的十倍以上。在此期间出生的许多儿童营养不良，身体严重残疾，或在很有伤害性的条件下得到照顾 。这些问题都导致了儿童死亡率的上升。

## 罗马尼亚的孤儿
齐奥塞斯库生育政策的导致大量的孩子最终因为父母无力抚养而生活在孤儿院。 生活在共产主义孤儿院的绝大多数儿童实际上并不是孤儿，而只是因为父母无力抚养。
共產時代結束後，對羅馬尼亞孤兒院兒童的研究顯示，長期受忽視的情境，對這些兒童造成了長期、深遠且負面的影響。這些兒童的大腦白質與灰質都小於一般兒童；此外，這些兒童也有許多諸如抽動、暴怒、偷竊和自我懲罰等異常行為，其智能與學業成就也較低；而被從孤兒院送交領養的兒童在語言、智商與社會情緒方面都出現改進，他們能出現安全依附，且情緒表達能力也有所進步；但相對於未曾被送進孤兒院的兒童，這些兒童各方面的發展依舊較慢。

## 罗马尼亚革命
作家史蒂芬·列维特和斯蒂芬·杜宾纳在他们的“魔鬼经济学”一书中提出这样的论点， 在母亲的堕胎请求被拒绝后出生的孩子更有可能犯罪或在成年后拒绝承认权威。 他们进一步论证说，770 法令推出后出生的 Decreței 就是在之后的 1989年猛烈推翻齐奥塞斯库政权的人。在那一年，年纪最大的 Decreței 22岁，在大多数革命者的一般年龄范围内。列维特和杜宾纳指出，罗马尼亚是当时东欧共产主义国家里唯一具有严格的反堕胎和反避孕法律的国家，罗马尼亚也是唯一一个在冷战后期统治者被暴力推翻和杀害的东欧共产主义国家。大多数其他此类国家经历了动荡，但过渡是和平的。但极权统治的其他方面也可能是引发暴力过渡的原因，比如包括缺乏团体生活和合法集会，比东德以外的任何一个国家更多的举报人和特殊警察，以及建立起的对最高领导人的个人崇拜 。 革命的暴力可归因于执政和军事/秘密警察之间的分歧以及由此产生的权力真空。人们经常观察到革命的波澜，无论人口状况如何，罗马尼亚都有可能会经历革命。
虽然在20世纪90年代初，堕胎合法化后不久，堕胎率非常高，随着越来越多的夫妇开始使用避孕措施，堕胎率逐渐下降，经济转型稳定后经济也开始好转。根据国家统计局的数据 ，自1990年以来的堕胎率如下： 